# Lakskij rajon
Il Lakskij rajon (in russo Лакский район?) è un distretto municipale del Daghestan, situato nel Caucaso.